# Papoušek Bensonův
Papoušek Bensonův (Psittacula bensoni) je vyhynulý druh papouška z čeledi alexandrovití (Psittaculidae), jenž se endemitně vyskytoval na ostrovech Mauricius a Réunion, které jsou součástí Maskarénského souostroví východně od Madagaskaru v Indickém oceánu. Papoušek Bensonův tvoří součást tribu Psittaculini, a to společně s dalšími maskarénskými papoušky.
Subfosilní pozůstatky papouška Bensonova nalezené na Mauriciu byly poprvé vědecky popsány v roce 1973. Nově popsaný druh byl zprvu pokládán za menšího příbuzného papouška širokozobého z rodu Lophopsittacus. Až na svou velikost byly kosti velmi podobné kostem ostatních maskarénských papoušků. Subfosilie byly později spojovány s popisy ze 17. a 18. století, které hovořily o malých šedých papoušcích na Mauriciu a Réunionu; a také s jedinou ilustrací, která pocházela z lodního deníku holandského mořeplavce Willema van West-Zanena, jenž byl vydán v roce 1648 a popisuje West-Zanenovu plavbu na Mauricius z roku 1602. Na základě těchto důkazů začal být druh považován spíše za příslušníka rodu Psittacula.
Papoušek Bensonův byl šedý, měl dlouhý ocas a byl větší než ostatní druhy z rodu Psittacula, které navíc typicky mají zelené opeření. Údajně se tito ptáci dali snadno lovit, protože polapený jedinec spustil volání o pomoc, kterým k sobě přivábil celé hejno. Byli také považováni za zemědělské škůdce, a protože se stávali tak snadnou kořistí, byli v hojných počtech vybíjeni. Spolu s odlesňováním je to dohnalo k vyhynutí. Papoušci Bensonovi vymizeli ve 30. letech 18. století na Réunionu a v 60. letech 18. století na Mauriciu.